# Церковь Святого Димитрия (Бодаки, католическая)
Церковь святого Димитрия Солунского (пол. Cerkiew św. Dymitra) — бывшая грекокатолическая церковь, находящаяся в селе Бодаки, гмина Сенкова, Горлицкий повят, Малопольское воеводство. Церковь освящена в честь святого Димитрия Солунского. В настоящее время используется как латинский приход.

## История
Церковь была построена в 1902 году. В 1947 году часть жителей села в ходе операции «Висла» переселили в западные области Польши и церковь была передана верующим латинского обряда.
Недалеко от церкви располагается одноимённая православная церковь.

## Источник
- G. i Z. Malinowscy, E. i P. Marciniszyn, Ikony i cerkwie. Tajemnice łemkowskich świątyń, Carta Blanca, Warszawa 2009, ISBN 978-83-61444-15-2